# Taeniaptera seiuncta
Taeniaptera seiuncta är en tvåvingeart som beskrevs av Leander Czerny 1931. Taeniaptera seiuncta ingår i släktet Taeniaptera och familjen skridflugor. Inga underarter finns listade i Catalogue of Life.